# Bruno Cantanhede
Bruno Cunha Cantanhede (sinh ngày 22 tháng 7 năm 1993), hay Bruno Cantanhede là một cầu thủ bóng đá chuyên nghiệp người Brasil chơi ở vị trí tiền đạo cho câu lạc bộ Viettel tại V.League 1.

## Sự nghiệp

### Trước khi đến Việt Nam
Bruno trưởng thành từ lò đào tạo danh tiếng São Paulo ở Brasil. Anh từng là đồng đội với Casemiro và huyền thoại bóng đá Brasil - Rivaldo ở giải Serie A Brasil mùa 2011. Rời Sao Paulo vào năm 2011, Bruno Cantanhede đã thi đấu qua 11 câu lạc bộ khác nhau. Trong đó, đa phần là các đội bóng hạng dưới trong hệ thống giải Brasil, hạng 2 của Hàn Quốc. Mỗi câu lạc bộ, Bruno đều không ở lại quá 2 mùa giải.

### Viettel
Câu lạc bộ Viettel bổ sung Bruno ở giai đoạn lượt về V-League 2019. Trong 14 lần ra sân, anh đóng góp 15 bàn thắng, đồng danh hiệu Vua phá lưới với Pape Omar Faye của câu lạc bộ Hà Nội. Thế nhưng, thành tích của Bruno ấn tượng hơn nhiều với hiệu suất hơn 1,15 bàn/trận.
Tại V-League 2020, anh ra sân 19/20 trận, đóng góp 8 bàn thắng và cùng các đồng đội vô địch giải đấu, về nhì ở Cúp quốc gia. Cuối mùa giải, Bruno thông báo chia tay Viettel.

### Hà Nội
Ngày 1 tháng 1 năm 2021, trang chủ câu lạc bộ Hà Nội thông báo rằng đã chiêu mộ thành công Bruno theo bản hợp đồng có thời hạn 2 năm bắt đầu từ mùa giải 2021. Tám ngày sau, anh cùng các đồng đội mới đánh bại câu lạc bộ cũ Viettel ở trận tranh Siêu cúp quốc gia.
Ngày 18 tháng 3 năm 2021, sau khi "tịt ngòi" ở 3 vòng đấu đầu tiên của V-League 2021, Bruno đã toả sáng với cú đúp bàn thắng vào lưới Đông Á Thanh Hoá giúp Hà Nội thắng kịch tính 3–2 tại vòng 4.
Sau khi mùa giải 2021 được thông báo hủy bỏ giữa chừng vì đại dịch COVID-19, Bruno chia tay câu lạc bộ Hà Nội. Anh có 3 bàn thắng cho đội bóng thủ đô.

### Trở lại Việt Nam khoác áo Đông Á Thanh Hóa
Sau mùa giải 2022 chơi cho Persib Bandung ở Indonesia và Al-Mesaimeer ở Qatar, Bruno xác nhận sẽ trở lại Việt Nam để khoác áo câu lạc bộ Đông Á Thanh Hóa ở V-League 2023. Trang chủ của đội bóng xứ Thanh hiện cũng đã chính thức thông báo thương vụ này.

### Trở lại Viettel
Sau mùa giải 2023, sau khi chia tay Đông Á Thanh Hóa, Bruno quay trở lại đội bóng cũ Viettel.

## Thành tích

### Câu lạc bộ
Ironi Kiryat Shmona
- Siêu cúp quốc gia:

 Vô địch: 2015
Viettel FC
- V.League 1:

 Vô địch: 2020
Hà Nội FC
- Siêu cúp quốc gia:

 Vô địch: 2020
Đông Á Thanh Hoá
- Cúp Quốc gia:

 Vô địch: 2023

### Cá nhân
- Vua phá lưới V.League 1: 2019